# Kunstnernes Frie Studieskoler

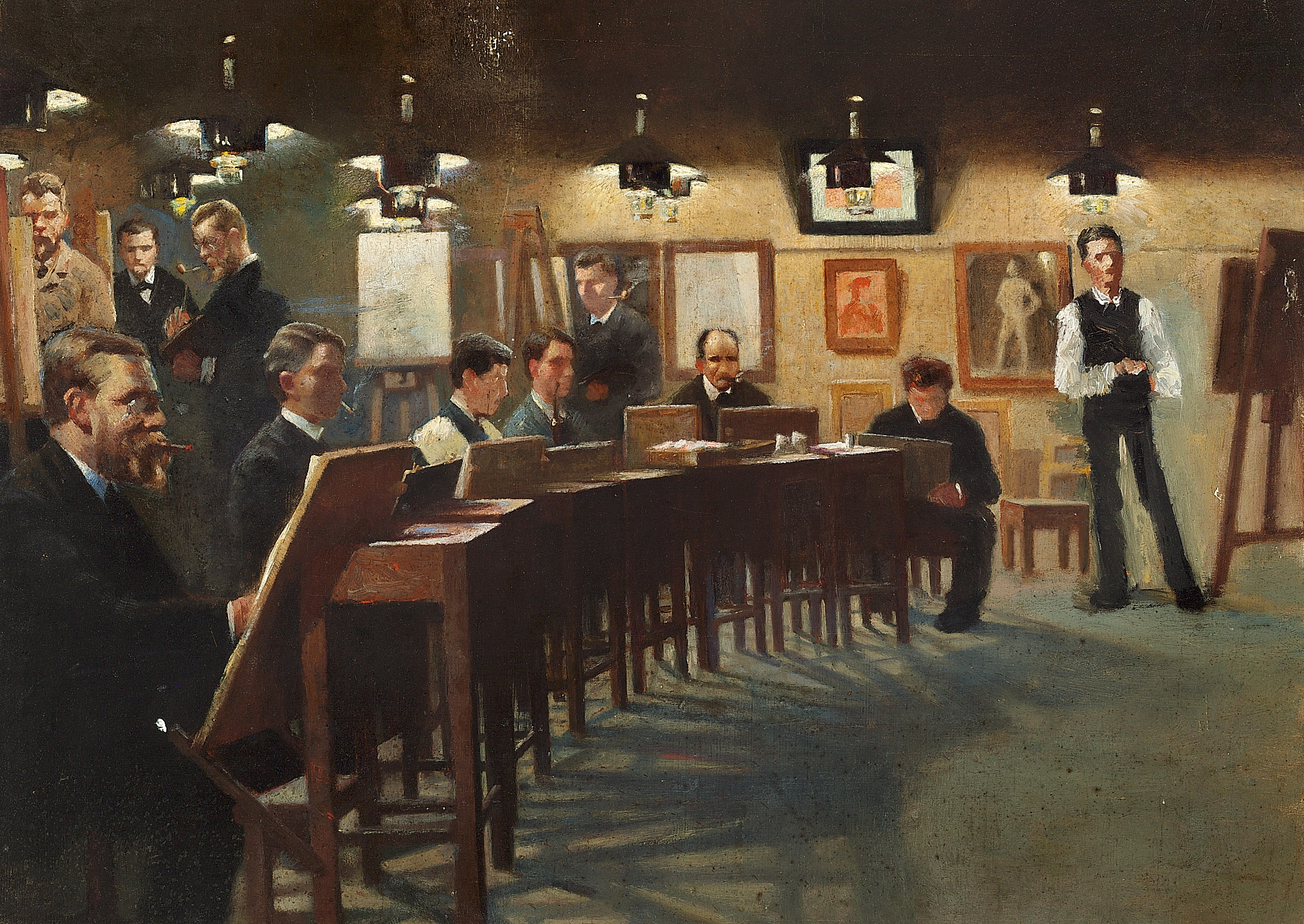
Fra Tuxens skole på Halmtorvet
av Johan Rohde, 1883

Kunstnernes Frie Studieskoler, även Kunstnernes Studieskole, var en konstskola i Köpenhamn, 1882–1912, som blev den mest inflytelserika under modernismens genombrott i dansk bildkonst.
Skolan startades av konstnärer utbildade vid Det Kongelige Danske Kunstakademi, från vilken det anslöt sig elever i protest mot Kunstakademiets föråldrade utbildning. Bland andra fanns Johan Rohde bland dessa första elever. Året därpå, 1883, fick utbildningen statligt erkännande som ett gott alternativ till Kunstakademiet.
Skolan leddes från tillkomsten av Lauritz Tuxen. P.S. Krøyer tillkom snart som lärare och 1884 startades en förberedelseklass, som 1885–1908 leddes av Kristian Zahrtmann.
Zahrtmanns utbildning blev så småningom en egen enhet inom skolan, allmänt kallad Zahrtmanns skole. Här utvecklades bland annat den grupp konstnärer som kom att kallas Fynboerne, på grund av att flera av dem just hade anknytning till ön Fyn, med namn som Peter Hansen, Fritz Syberg, Anna Syberg, Poul S. Christiansen och Johannes Larsen. Andra namnkunniga konstnärer som studerade för Zahrtmann var exempelvis Karl Isakson, Harald Giersing och Olaf Rude.